# Alida
Az Alida német eredetű női név, az Adelheid német rövidülése, jelentése nemes és alak, személy.

## Rokon nevek
Adelaida, Ada,  Adél, Adela, Adéla, Adélia, Adelin, Adelina, Adelgund, Adelgunda, Adina, Alett, Aletta, Alicia, Alícia, Adelheid, Alitta, Aliz, Alíz, Aliza, Éda, Edda, Elke, Heidi

## Gyakorisága
Az Alida az 1990-es években igen ritka volt. A 2000-es és a 2010-es években sem szerepelt a 100 leggyakrabban adott női név között.
A teljes népességre vonatkozóan az Alida sem a 2000-es, sem a 2010-es években nem szerepelt a 100 leggyakrabban viselt női név között.

## Névnapok
február 5.

## Híres Alidák
„Alida” utónevű személyek szócikkeinek listája a Wikidata alapján